# Трибун латиклавий
Трибу́н латикла́вий (лат. Tribunus laticlavius) — старший военный офицер римских легионов во времена поздней Римской республики и принципата, происходивший из сенаторского сословия. Должность была учреждена в ходе реформ Мария (107 год до н. э.).
Этого трибуна в легион назначал сенат, позже — император. Как правило, он был молод и мог принадлежать к самым богатым семьям в Риме или быть близким другом командующего легионом. Тем не менее, его должность была второй по старшинству в легионе, сразу после легата. Название должности происходит от слова «laticlava», которое означает две широкие пурпурные полосы на тунике, полагавшейся чиновникам сенаторского ранга.
Данная должность была первым шагом традиционного cursus honorum. Через два-три года в армии он возвращался в Рим и получал правительственную работу, обычно квестуру.
К середине 250-х годов эта должность исчезает из римской армии, следуя общей тенденции удаления сенатского класса с военных командных должностей.

## См.также
- Военный трибун